# جي. ديريك ويست
جي. ديريك ويست هو مؤرخ كندي، ولد في 27 مايو 1922، وتوفي في أكتوبر 2002.